# ジャンフランコ・ロージ
ジャンフランコ・ロージ（Gianfranco Rosi,1964年11月30日-）は、イタリアの映画監督、撮影監督、映画プロデューサー、脚本家である。

## 来歴
エリトリア・アスマラで生まれる。エチオピア・エリトリア国境紛争の際、13歳だった彼は両親をエリトリアに残してイタリアへと移る。若年期にローマやイスタンブールで過ごした後、20歳の時にニューヨーク州に移り、ニューヨーク大学の映画学部に通った。
1993年に『Boatman』で映画監督としてデビューし、サンダンス映画祭、ロカルノ国際映画祭、トロント国際映画祭、アムステルダム国際ドキュメンタリー映画祭などで上映された。2008年の『Below Sea Level』により第65回ヴェネツィア国際映画祭でオリゾンティ・ドック賞を獲得した。
2013年には『ローマ環状線、めぐりゆく人生たち』が第70回ヴェネツィア国際映画祭のコンペティション部門で上映され、ドキュメンタリー映画として初の金獅子賞を受賞した。

## フィルモグラフィ
- Boatman (1993) 監督
- Below Sea Level (2008) 監督・製作・撮影
- El Sicario, Room 164 (2010) 監督・脚本・製作・撮影
- 『ローマ環状線、めぐりゆく人生たち』 Sacro GRA (2013) 監督・撮影・音響
- 『海は燃えている〜イタリア最南端の小さな島〜』 Fuocoammare (2016) 監督・脚本・製作・撮影[4]
- 『国境の夜想曲』 Notturno (2020)[5]
- 『旅するローマ教皇』 In Viaggio (2022)[6]